# Zinnowitz
Zinnowitz település Németországban, Mecklenburg-Elő-Pomeránia tartományban. Lakosainak száma 4200 fő (2023. december 31.).

## Népesség
A település népességének változása:
| Lakosok száma | 3972 | 4146 | 4121 | 4168 | 4194 | 4200 |
|               | 2014 | 2017 | 2019 | 2021 | 2022 | 2023 |